# Mbombo
Mbombo, também chamado Bumba, é o deus criador na religião do antigo Reino Cuba da África Central. Mbombo era um gigante coberto com pele branca que tinha a forma de um homem.